# Pelléas et Mélisande (Schönberg)
Pour les articles homonymes, voir Pelléas et Mélisande (homonymie).

Pelléas et Mélisande (en allemand : Pelleas und Melisande), opus 5 est un poème symphonique d'Arnold Schönberg, inspiré du Pelléas et Mélisande de Maeterlinck. Composé entre juillet 1902 et février 1903, il fut créé le 26 janvier 1905 à Vienne par l'auteur. L'œuvre est en un seul mouvement divisé en quatre parties enchainées.
Son langage est toujours tonal et post-romantique.

## Analyse de l'œuvre
1. Lento - Allegro
2. Scherzo - Presto
3. Quasi adagio
4. Finale

## Instrumentation
L'œuvre est écrite pour quatre flûtes, quatre hautbois, cinq clarinettes, quatre bassons, huit cors, quatre trompettes, cinq trombones, instruments de percussions (Deux timbaliers, grosse caisse, cymbales,  triangle, tam tam, glockenspiel et caisse claire), quatre harpes et cordes.